# Nouvel hôtel de ville de Lublin
Le Nouvel hôtel de ville de Lublin est un bâtiment de style classique construit vers 1828 dans la ville polonaise de Lublin. Il continue aujourd'hui à assurer sa fonction de siège des autorités locales et du conseil de Ville des Jeunes. 

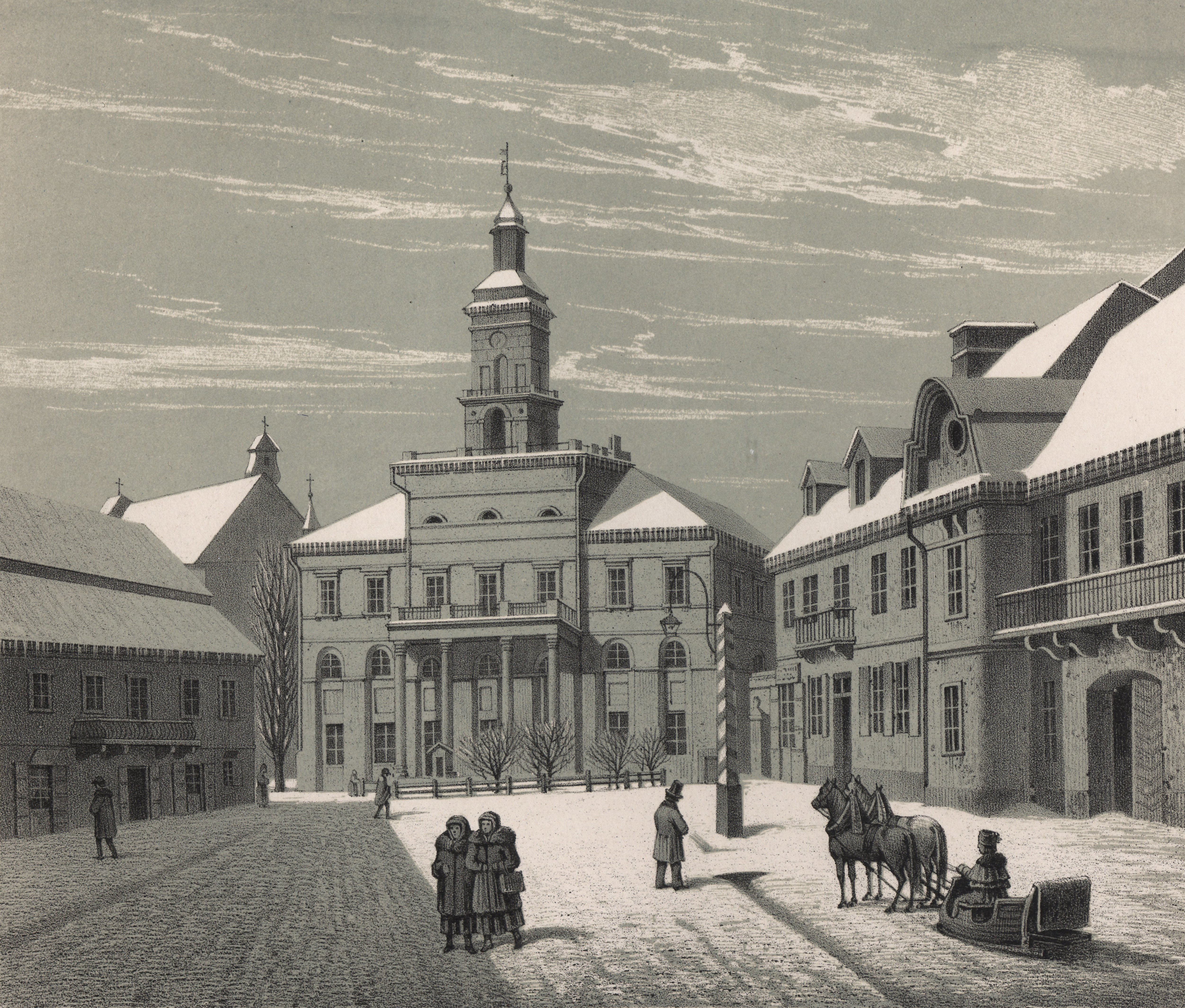
Nouvel hôtel de ville dans une lithographie d'Adam Lerue (vers 1858)

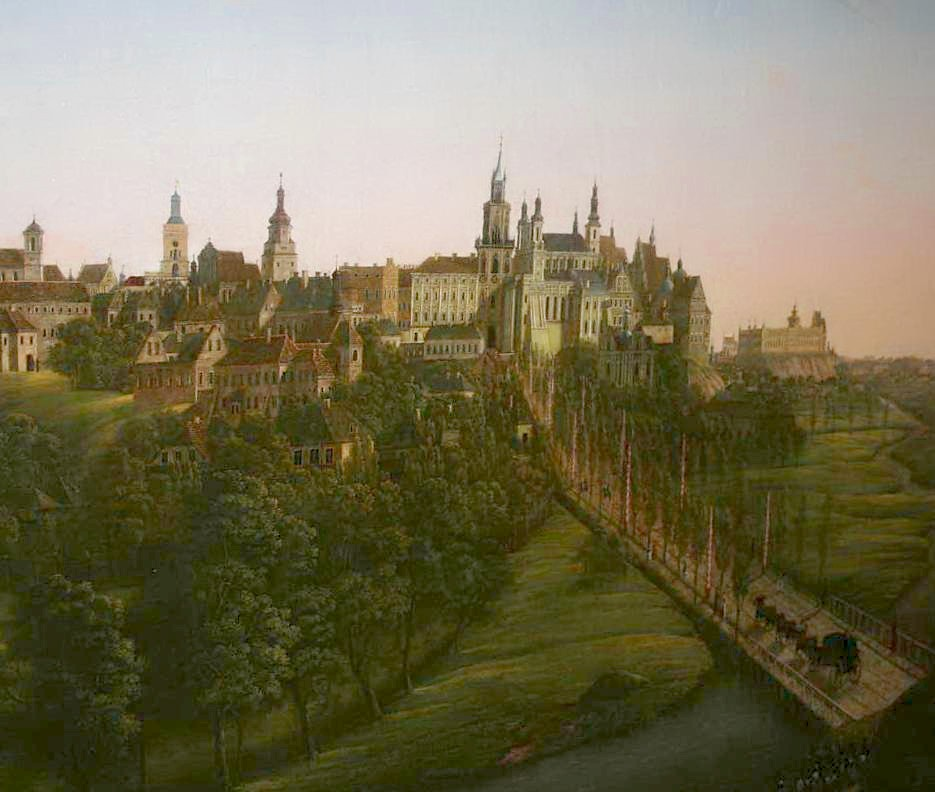
Le tableau L'Entrée du général Zajączek à Lublin, situé dans l'hôtel de ville